# Mediateca de Sendai
La Mediateca de Sendai és una biblioteca que es troba a Sendai, Japó. Va ser dissenyada per Toyo Ito com un projecte cultural que inclou una biblioteca, una galeria d'art i un centre multimèdia. L'edificació de la mediateca va tenir lloc entre 1995 i 2001.

## Ubicació

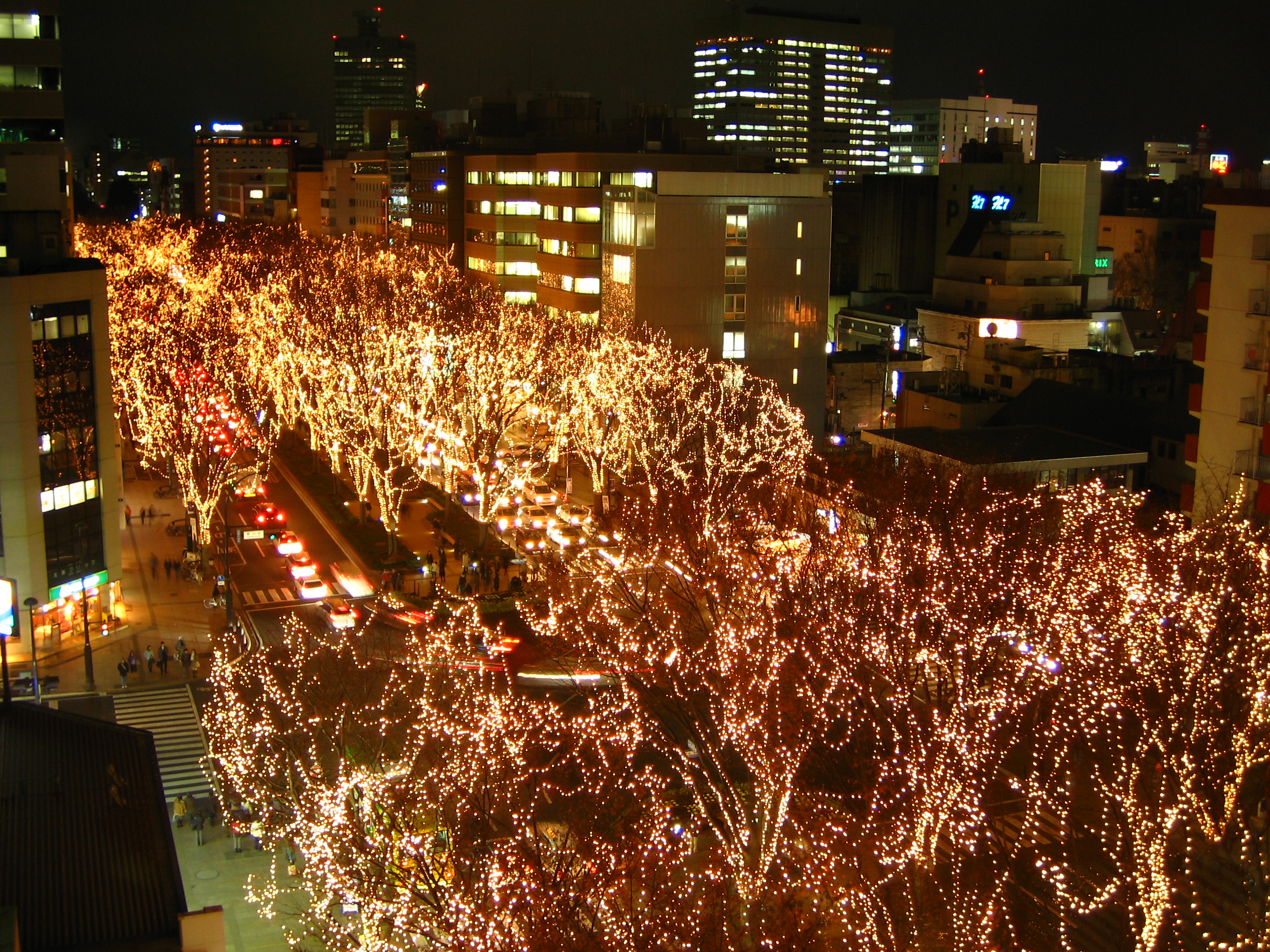
vista exterior

La Mediateca de Sendai està ubicada a aproximadament 300 km del nord de Tòquio, a Sendai, la capital de la Prefectura de Miyagi i el viatge en transport públic des de Tòquio, pren prop de 8 hores.
L'edifici es troba al ras del carrer Jozenji, encara que també hi ha entrades als quatre costats de l'edifici.

## Història

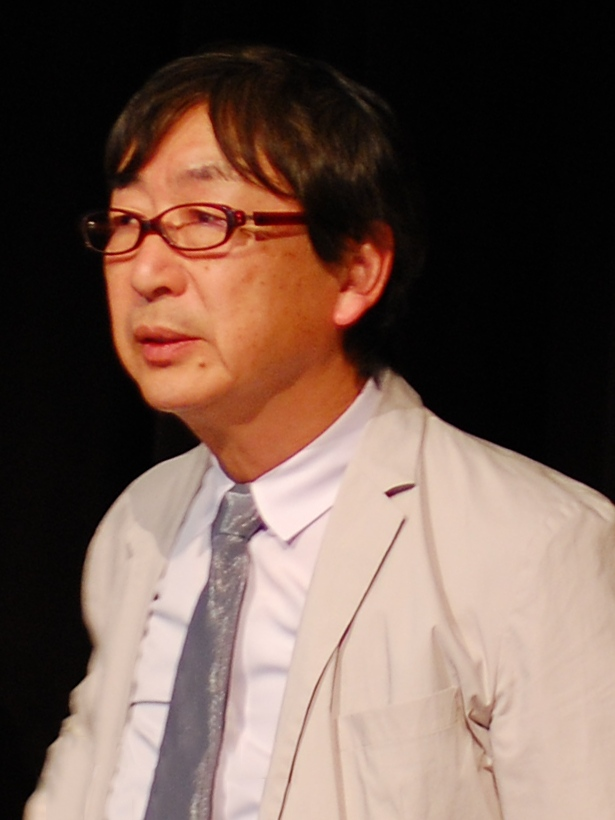
Toyo Ito

Toyo Ito fa referència al Pavelló de Barcelona de Mies van der Rohe i al prototip d'estructura Dom-ino per a la Casa Citrohan de Le Corbusier com a precedents per al seu projecte. Ja que la mediateca neix per barrejar conceptes dels dos projectes, combinant:
Le Corbusier amb el joc de lloses i estructura de columnes, amb els efectes espacials fluids de Mies van der Rohe, aconseguint finalment transparència combinada i reflectivitat de materials.
El projecte de la Mediateca de Sendai és el resultat d'un concurs ambiciós, en què les bases estipulaven que l'edifici hauria d'allotjar una galeria d'art, una biblioteca, un centre de mitjans audiovisuals i un espai dedicat a serveis per a persones discapacitades. Alhora, aquest equipament havia de posseir un fort caràcter innovador, poc convencional i respondre a les característiques de l'enclavament on se situaria el nou recinte: l'avinguda principal de la ciutat, caracteritzada per un frondós eix d'arbres.

## L'Edifici
L'edifici és un recipient de vidre de 50×50 metres i de 36 metres d'alçada, amb diverses plantes i una sèrie de pilars-pati que el travessen des de la primera planta fins a la última. Dins es presenten columnes d'acer que permeten un espai interior flexible i obert, facilitant diverses activitats.

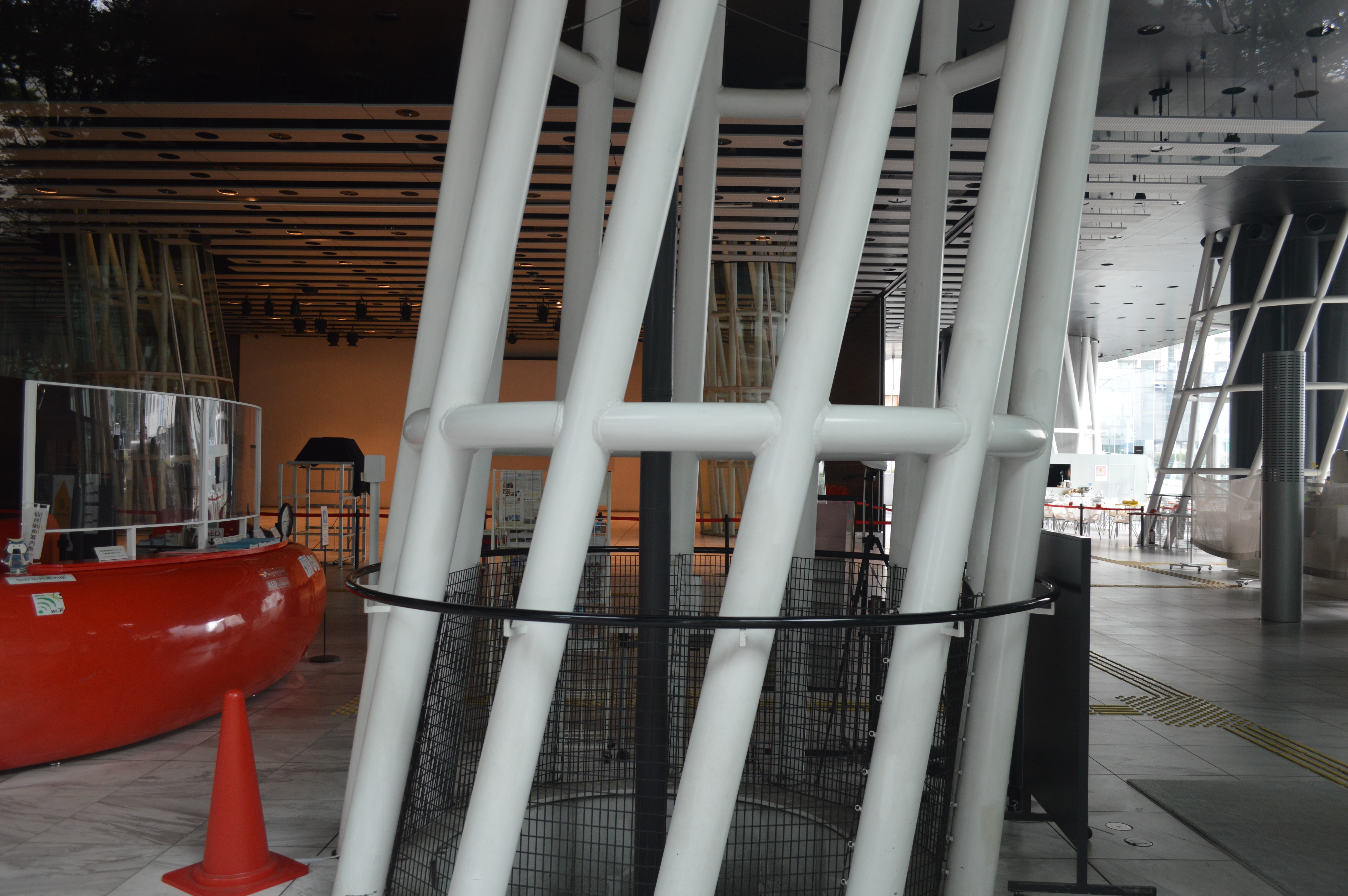
pilars d'acer

La tecnologia està molt present, tant a l'interior com a l'exterior. Les plantes queden dividides mitjançant l'ús de forjats a base de planxes d'acer i bigues al mig a manera de sandvitx, i els pilars són tubulars metàl·lics soldats. Aquests pilars són, potser, els elements més destacats de l'obra, ja que la recorren des de la primera fins a l'última planta, i lluny de ser ortogonals, tenen una planta circular que va canviant de secció a mesura que augmenten en altura, variant així a cada una de les plantes.
Es tracta d'un edifici multifuncional, obert i dinàmic, amb multitud de microentorns (les activitats dels quals venen coordinades pel mobiliari). La seva implantació al carrer es fa de manera que la seva presència no interromp el pas de l'usuari, l'edifici es pot travessar per la planta baixa, ja que no és una caixa massissa.
Sis pluges estriades d'acer, cadascuna de 15-3/4" de gruix, semblen surar des del carrer, amb el suport de només tretze columnes verticals amb gelosia d'acer, que s'estenen des del terra al cel.
La Mediateca de Sendai, projecte que el 2006 va obtenir la Medalla d'Or Reial pel Royal Institute of British Architects (RIBA), pot ser aplaudida des de diversos aspectes: la innovació estructural, la versatilitat funcional i el significat per als habitants de Sendai. S'ha intentat plasmar a l'arquitectura l'eternitat, la fluïdesa, la multidireccionalitat i el virtualisme del món informàtic que caracteritza la nostra època. Va ser projectat per l'arquitecte Toyo Ito el 1995 i completat el 2001.

## Característiques

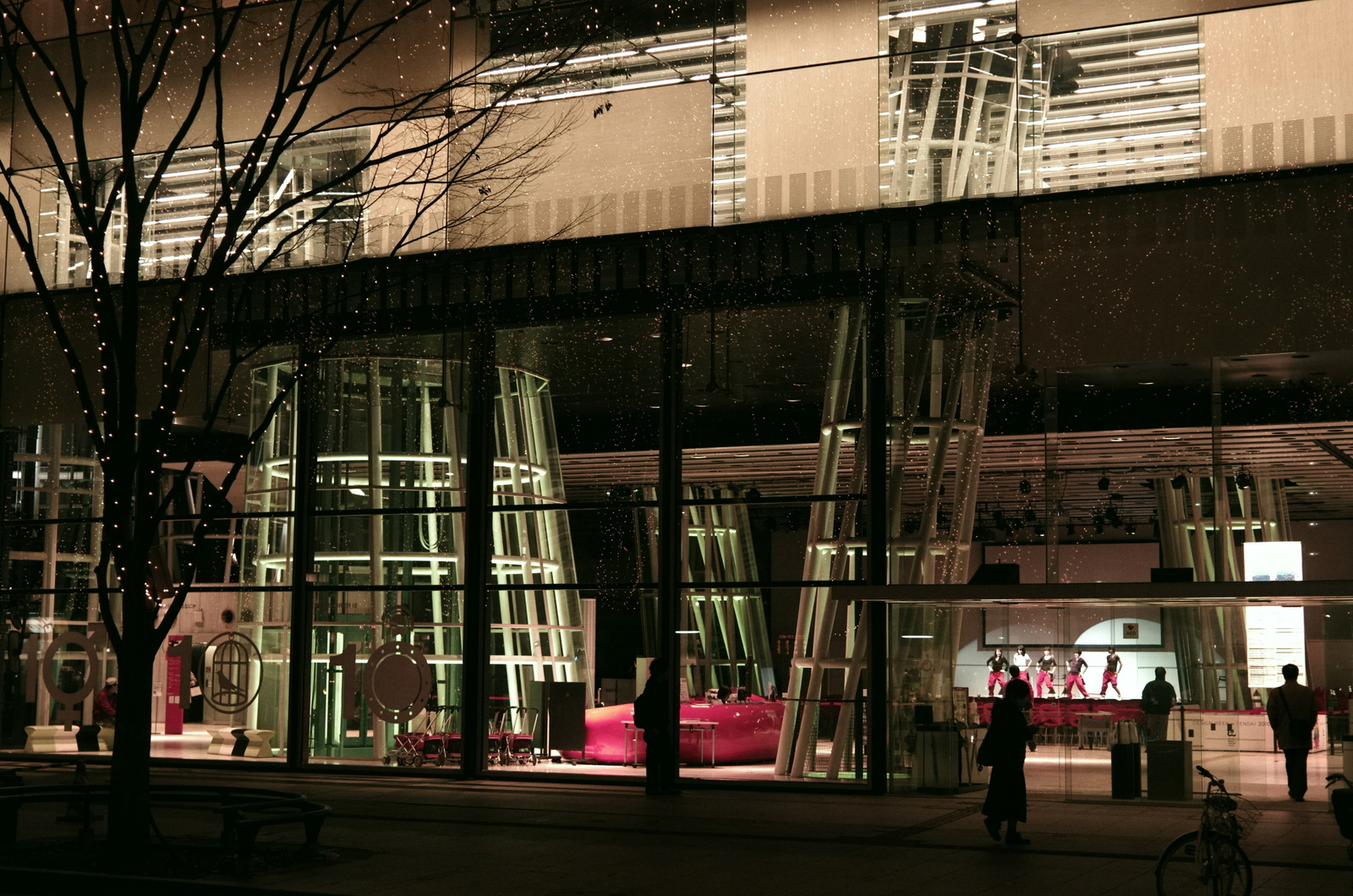
vista entrada

Les característiques més identificables d'aquest projecte és la qualitat visual generada amb aquestes columnes, comparable a grans arbres en un bosc, i que funcionin com a eixos de llum així com l'emmagatzematge de tots els serveis públics, xarxes i sistemes.
La naturalesa d'arbre de les columnes metàl·liques de la Mediateca es continuen amb l'entorn natural de la zona, ja que el disseny es troba en un carrer envoltat d'arbres.

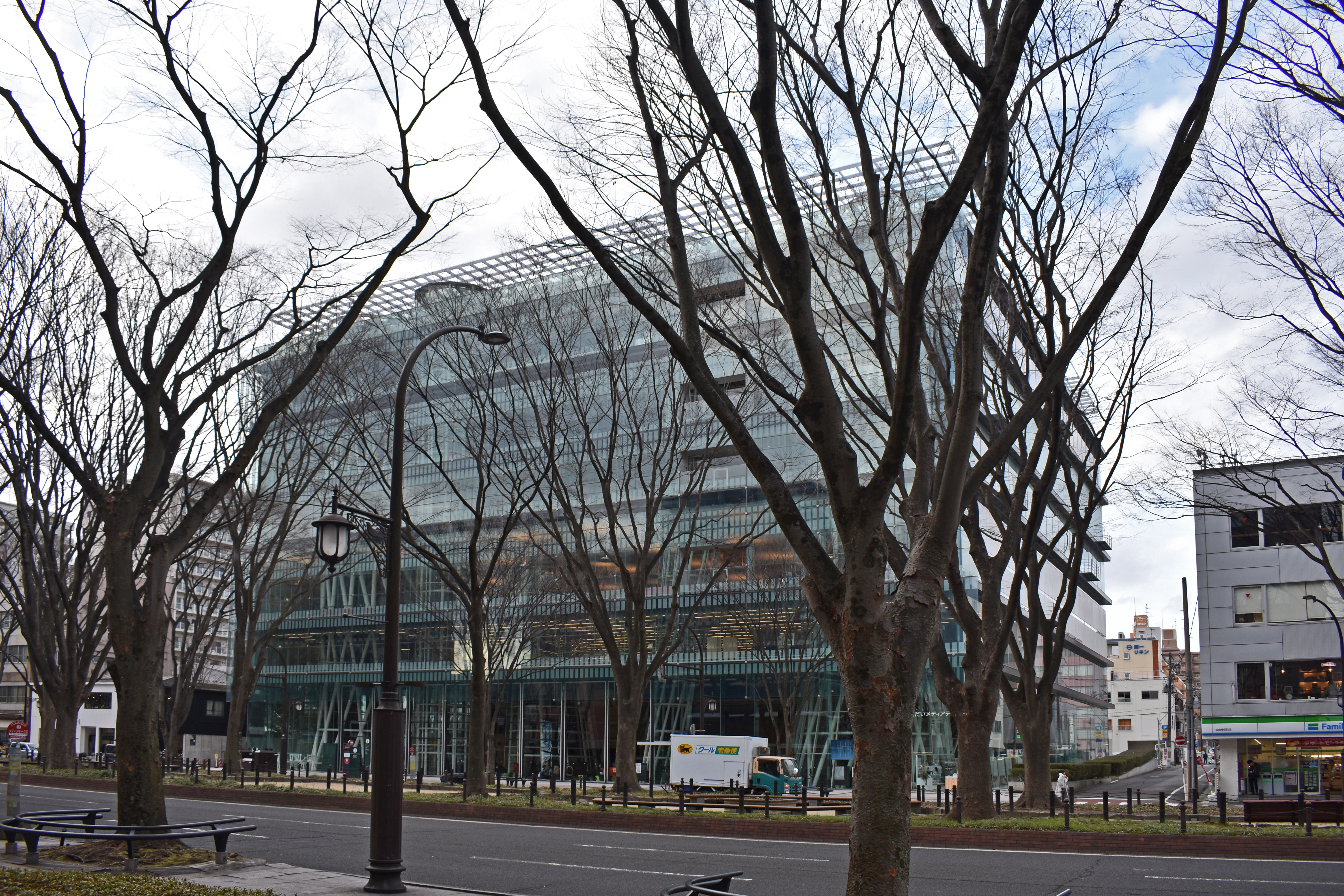
Exterior de l'edifici

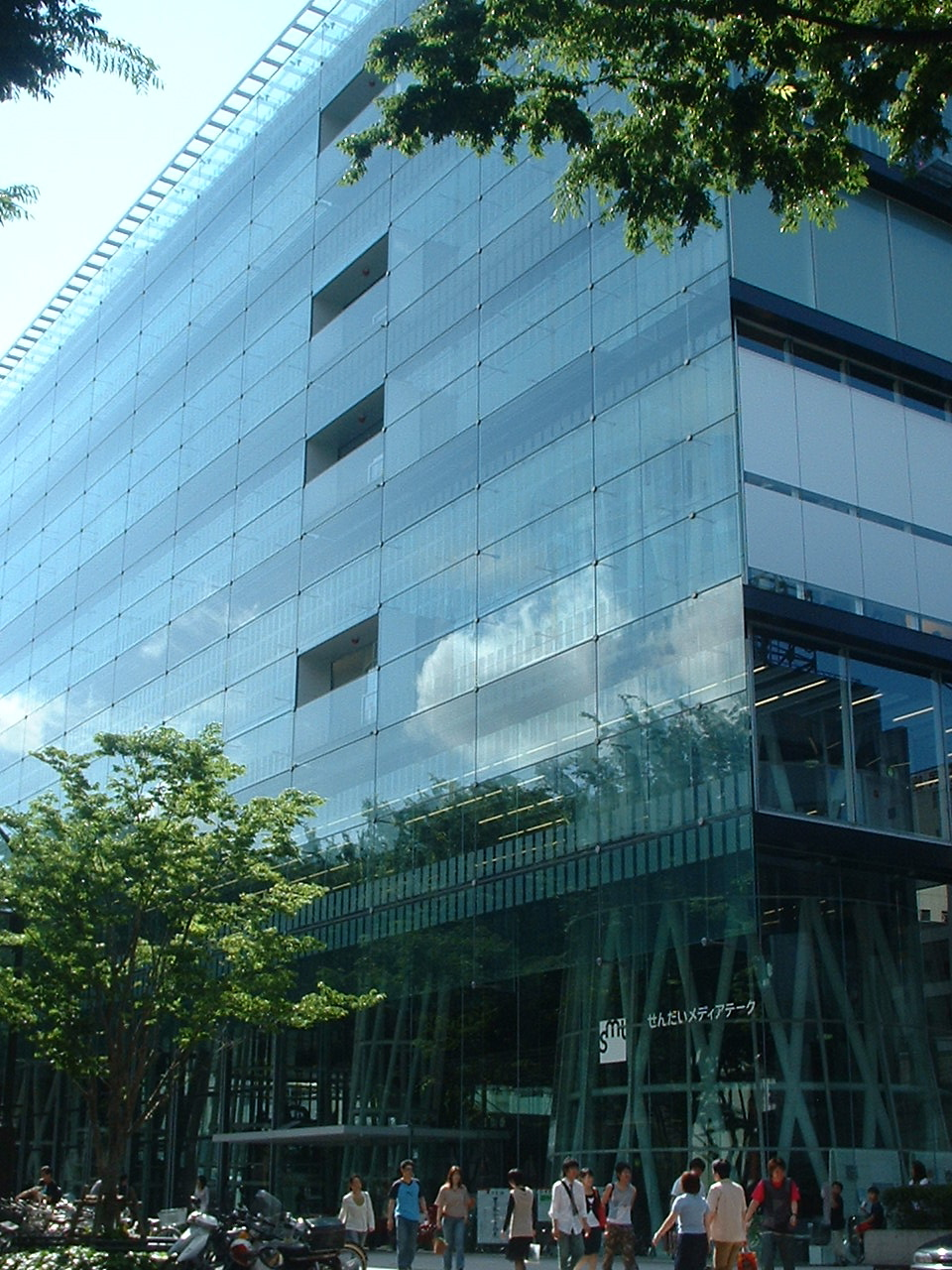
vista façana

L'edifici canvia durant les estacions de l'any; la seva obertura reflexiva al verd de l'estiu i als carrers durant l'hivern. És sobretot una proposta on l'espai i la llum flueixen de manera franca entre els diferents nivells de l'edifici. La Mediateca se sustenta en la metàfora d'aquari, per això la transparència i la similitud dels pilars amb les algues.

## Idea principal
La idea principal sobre la qual es construeix la Mediateca de Sendai és la dun espai obert i fluid, on la forma d'espai no estigui predeterminada. De manera que l'arquitecte va formular cinc desitjos per a la seva obra:
1. Desig de no crear juntes
2. Desig de no crear bigues
3. Desig de no crear parets
4. Desig de no crear habitacions
5. Desig de no crear arquitectura

Aquest darrer desig serà, potser, el que més condicioni l'obra, tot i ser el més problemàtic. Toyo Ito arriba tan lluny en aquest sentit que aquesta idea no es reflecteix únicament a l'obra sinó també com aquesta s'instal·la a la ciutat. L'edifici es desmaterialitza, no es pensa en interior-exterior, l'arquitectura en contacte amb la natura per a la seva perfecta harmonia, cal crear uns contorns més suaus que fusionin l'interior amb l'exterior.

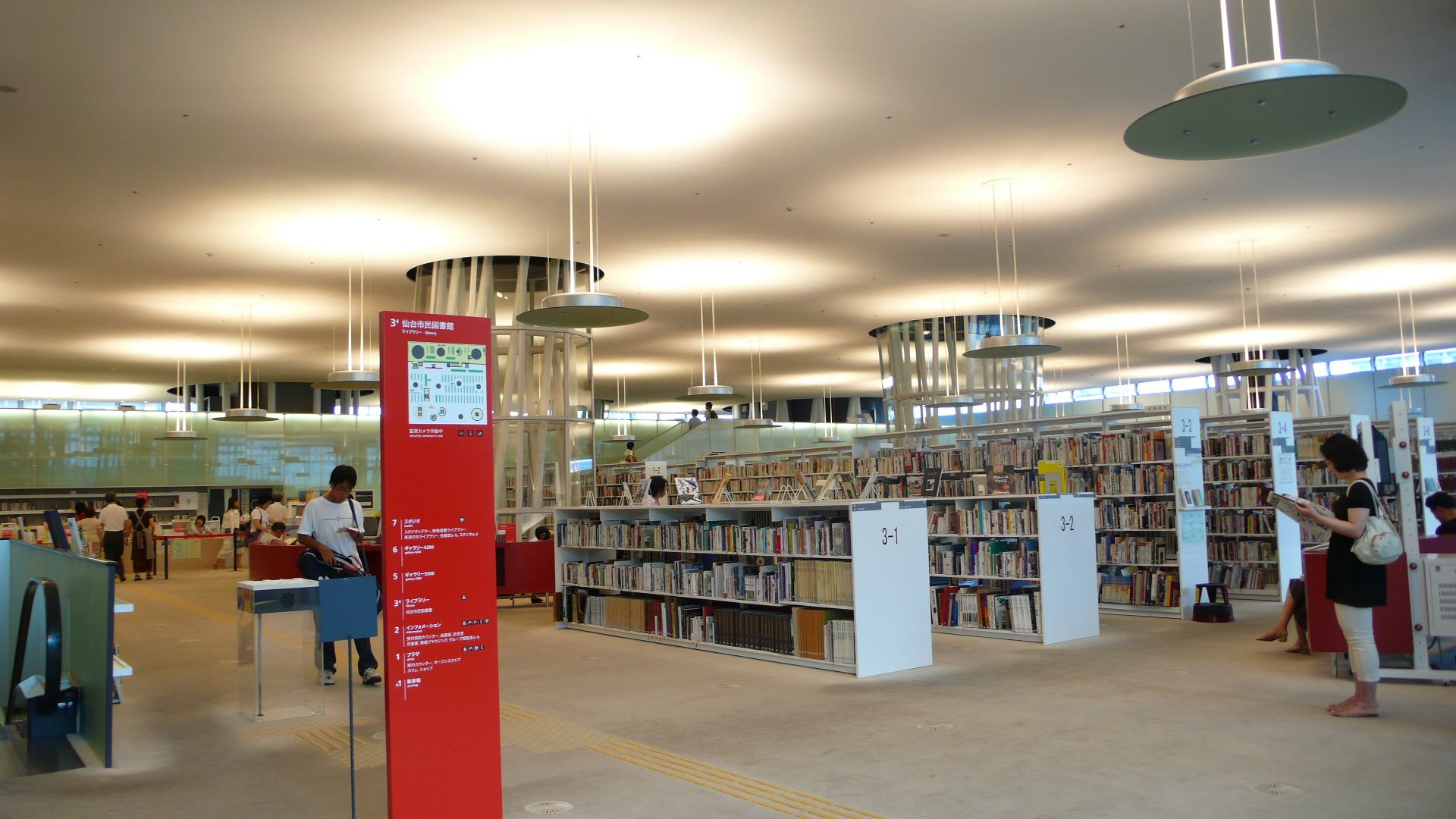
vista interior

## Distribució
- Subterranis 1 i 2: Estacionaments, equips tècnics i cellers
- Primer pis (Nivell Carrer): Cafeteria, botiga, taulell d'informació i “Open Square” multipropòsit
- Segon pis: Biblioteca multimèdia, la biblioteca infantil, consultes per a persones amb discapacitat visual i auditiva, sala de reunions, revistes i diaris actuals
- Tercer Pis: Biblioteca
- Cambra Pis: Biblioteca entrapis
- Cinquè Pis: Espais de galeria pública
- Sisè Pis: Espai d'exposicions professionals
- Setè Pis: Cinema, espais d'estudi, sales de reunions, oficines d'administració.

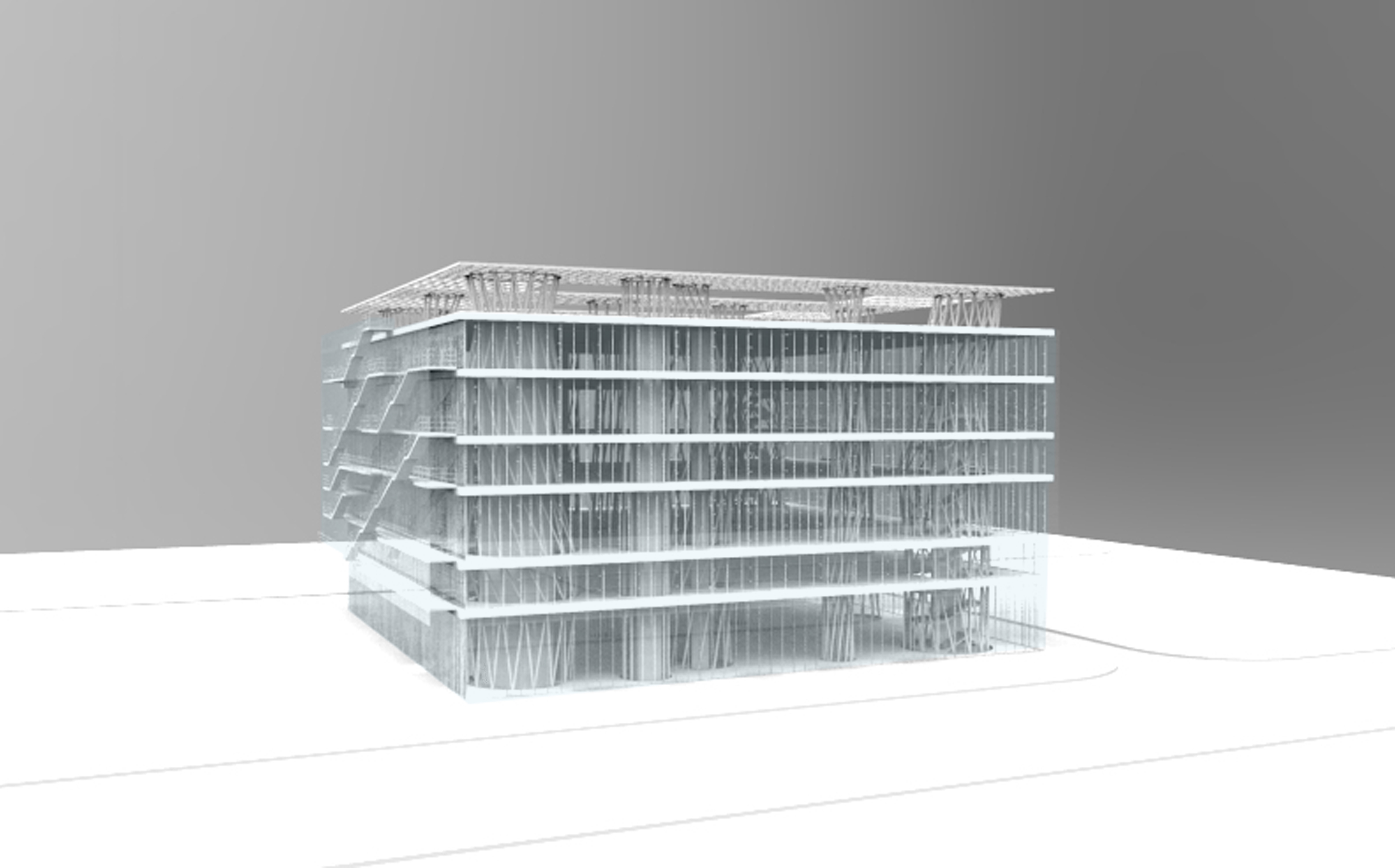
Representació 3d

## Estructura
Pel que fa l'aspecte formal, identifiquem els següents elements:
Plataformes: Hi ha 7 plataformes que serveixen de base per a les funcions de l'edifici. Tenen un gruix de 80 cm i estan fetes d'una reixeta de bigues metàl·liques soldades a dues plaques de metall, similar a les utilitzades en la construcció naval. Aquesta reixeta també es pot veure en el sostre, coronant l'estructura de l'edifici.
Tubs: Són 13 estructures tubulars d'acer cobertes de vidre, que semblen una estructura orgànica retorçada similar a una alga. Aquests tubs travessen i sostenen les plataformes i sobresurten del sostre. Estan distribuïts lliurement per l'edifici i varien en forma, diàmetre, inclinació i grandària, proporcionant llum natural a l'interior. El tub més gran alberga la circulació vertical, connectant els diferents nivells de la mediateca. Encara que semblen fràgils i transparents, aquests tubs ofereixen flexibilitat, resistència i estabilitat tant horitzontal com vertical en una zona propensa a sismes i tifons.
Pell: És una membrana transparent que permet una comunicació visual fluida entre l'interior i l'exterior, fent que el límit entre tots dos s'esvaeixi a vegades.
El sistema estructural de l'edifici es compon de dos elements bàsics: les plataformes metàl·liques i els tubs estructurals. Les plataformes estan fetes de cel·les reforçades entre dues plaques d'acer, i els tubs tenen reforços radials per a suportar les diferents forces en cada punt. Les columnes són tubs d'acer buits que varien entre 2 i 9 metres de diàmetre.

## Premis
- 2001, Secció d'Arquitectura, Japan Construction Engineers' Association Award (JCEA).
- 2001, Premi Good Design Gold, Japan Institute of Design Promotion.
- 2002, 43è Premi BCS, Building Contractors' Society.
- 2002, Millor Edifici a l'Àsia Oriental, World Architecture Awards.
- 2002, el 16è Premi de Creació de Tòquio, Premi Medi Ambient, Associació de Moda del Japó.
- 2003, Premi AIJ (Disseny Arquitectònic), Institut Arquitectònic del Japó.
- 2006, Premi a l'Edifici Públic, Associació d'Edificis Públics.
- 2006, Royal Gold Medal, Royal Institute of British Architects (RIBA).
- 2011, Regional Art-Activities Gold Prize (Prime Minister Prize), Japan Foundation for Regional Art-Activities.